# Mozárbez
Mozárbez – gmina w Hiszpanii, w prowincji Salamanka, w Kastylii i León, o powierzchni 44,85 km². W 2011 roku gmina liczyła 502 mieszkańców.